# Яскевич, Ядвига Станиславовна
Яске́вич Ядвига Станиславовна (род. 26 сентября 1949 года, Борисов) — советский и белорусский  философ, профессор, доктор философских наук.

## Биография
Высшее образование получила в Белорусском государственном университете на историческом факультете, отделение философии (1969 – 1974 гг.). Поступила в аспирантуру при БГУ (1978 – 1981 гг.), кандидатскую диссертацию защитила в 1983 году. C 1981 г. по 1998г. – ассистент, доцент, профессор кафедры философии и методологии науки Белорусского государственного университета. Докторантура при БГУ (1989-1991 гг.), докторская диссертация выполнена на тему: "Структура и динамика аргументации в науке"(1992 г.). С 1998 г. по 2005 г. – заведующая кафедрой философии и культурологи, проректор Республиканского института высшей школы Белорусского государственного университета. С 2005 г. по 2016 г. – директор Института социально-гуманитарного образования учреждения образования "Белорусский государственный экономический университет"."
С апреля 2016 и по  – заведовала кафедрой социальной коммуникации факультета философии и социальных наук. Член-корреспондент Академии образования РБ.

## Научная и образовательная деятельность
Сфера научных интересов : философия, философия и методология науки, социальная философия, методологические проблемы современной исторической, политической и экономической науки, история и теория культуры, философия образования, логика и этика бизнеса.
Я.С. Яскевич является автором 512 научных работ, в том числе, 18 авторских монографий; 28 учебников и учебных пособий с грифом Министерства образования РБ по социологии, философии, логике, религиоведению, этике, философии и методологии науки, политологии, основам идеологии белорусского государства; 48 учебно-методических пособий. Является участником Всемирных философских конгрессов (Москва, Бостон, Стамбул, Сеул, Афины и др.), международных конгрессов по аргументации и логике (Амстердам), разработчиком государственных стандартов и учебных программ для системы высшего образования Республики Беларусь, утверждённых Министерством образования РБ, по философии, логике, религиоведению, эстетике, правам человека, политическому менеджменту. Инициировала открытие инновационных междисциплинарных специализаций по экономической социологии, политическому менеджменту, психологии предпринимательской деятельности, научной магистратуры по политическим и философским наукам, практико-ориентированных междисциплинарных магистерских программ "Экономическая политика и социология бизнеса", "Экономика и психология бизнеса", "Экономика и психология спорта", "Коммуникативный менеджмент", "Психология в бизнесе" (совместно с кафедрой психологии БГУ).

## Педагогическая деятельность
Принимает активное участие в подготовке и аттестации научных кадров высшей квалификации, является членом Специализированных советов БГУ по защите докторских диссертаций по философским и политическим наукам. Подготовила 1 доктора, 10 кандидатов наук.
За период профессиональной деятельности читала различные лекционные курсы по философии, философии и методологии науки, эпистемологии, авторские спецкурсы. Среди них:
- "Философия"
- "Философия и методология науки"
- "Социокультурная динамика в условиях глобализации"
- "Парадигмальное пространство современной философии"
- "Политический риск в контексте глобализации"
- "Переговорный процесс во внешнеторговой деятельности"
- "Переговоры и риски в социально-экономической деятельности"
- "Политический риск и психология власти"
- "Экономика здоровья и биоэтика"
- "Логика и психология принятия решений"
- "Аргументация в науке и политике"
- "Психология и этика принятия решений в спорте"
- "Психология риска и власти"
- "Парадигмы современного социологического знания"
- "Логика и психология переговорного процесса"
- "Этика интернет-коммуникаций"
- "Стратегии переговорного процесса в бизнесе"
- "Психология власти в рискогенных ситуациях".

## Общественная деятельность
Членство в редакционных советах научных изданий, специализированных советах:
- Член деканата и совета факультета философии и социальных наук
- Член УМО по гуманитарному образованию
- Член лекторской группы общества “Знание”
- Член научно-методического совета по социальной коммуникации
- Член Специализированного совета по защите диссертаций: Д. 02.01.13 по философским наукам при БГУ
- Член Специализированного совета по защите диссертаций Д.02.01.18 по политическим наукам при БГУ
- Председатель Белорусского отделения Российского философского общества;
- Член Экспертного Совета при Межведомственной комиссии по рассмотрению кандидатур для назначения стипендий Президента Республики Беларусь талантливым молодым ученым, утверждённого указом Президента РБ
- Зам. председателя Национального комитета по биоэтике при Министерстве здравоохранения РБ
- Член секции по гуманитарным наукам Межведомственной комиссии по рассмотрению кандидатур для назначения стипендий Президента Республики Беларусь талантливым молодым ученым
- Член Форума Комитетов по биоэтике стран СНГ[2]"
- Председатель Республиканской экспертной комиссии по оценке информационной продукции на предмет наличия (отсутствия) в ней признаков проявления экстремизма[3]"
- Член редакционной коллегии журнала "Вестник Белорусского государственного экономического университета"
- Член редакционной коллегии журнала "Веснік Брэсцкага універсітэта"[4]"
- Член редакционной коллегии журнала "Вышэйшая школа"

## Почётные награды
Я.С. Яскевич является победителем I Республиканского конкурса по общественным наукам для высших учебных заведений и обладателем 1 премии за подготовку учебной литературы для вузов; имеет Диплом специального фонда Президента РБ по поддержке одаренных учащихся и студентов, неоднократно награждалась Грамотами Министерства образования Республики Беларусь, Президиума Национальной Академии наук Беларуси, Белорусского государственного университета, Белорусского государственного экономического университета, награждена нагрудным знаком Министерства образования Республики Беларусь "Отличник образования" (1999), медалью Франциска Скорины (2009). За выдающийся вклад в развитие высшего образования дважды назначена персональная стипендия Президента Республики Беларусь (2003; 2007).

## Научные труды
- Яскевич Я.С. В поисках идеала строго мышления. Монография. Мн.: Университетское, 1989.
- Яскевич Я.С. Аргументация в науке. Монография. Мн.: Университетское, 1992.
- Яскевич Я.С. и др. Логика. Учебник. Мн.: ТетраСистемс, 1996.
- Яскевич Я.С. и др. Человек и общество. Учебное пособие для абитуриентов и школьников. Мн.: ТетраСистемс, 1998, 2000, 2002.
- Яскевич Я.С. Социология (редактирование и соавторство) (с грифом Мин-ва образ. РБ). Мн.: ТетраСистемс, 1999.
- Яскевич Я.С. и др. Философия. Учебное пособие. Мн.: ТетраСистемс, 2000.
- Яскевич Я.С. и др. История логики. Учебное пособие. Мн.: ООО «Новое знание», 2001.
- Яскевич Я.С. Политический риск в контексте глобализации мировой истории. Монография. Мн.: ИСПИ, 2001.
- Яскевич Я.С. и др. Философские концепции бытия. Учебно-методическое пособие. Мн.: РИВШ БГУ, 2001.
- Яскевич Я.С. Права человека. Учеб. пособие для вузов. (с грифом Мин-ва образ. РБ.) Под ред. Я.С.Яскевич, А.Д.Гусева. Мн.: Новое знание, 2002.
- Яскевич Я.С. и др. Этос науки. Учеб.-метод. пособие. Мн.: РИВШ БГУ, 2002.
- Яскевич Я.С. Философия. Учеб. пособие. Практикум для вузов. Мн.: РИВШ БГУ, 2002.
- Яскевич Я.С. и др. Культура диалога. Учеб. пособие. Мн.: Новое знание, 2002.
- Яскевич Я.С. и др. Биомедицинская этика. (с грифом Мин-ва образ. РБ.). Мн.: ТетраСистемс, 2003.
- Яскевич Я.С. Основы идеологии белорусского государства: мировоззренческие ценности и стратегические приоритеты. Учебно-методическое пособие. Минск: РИВШ БГУ, 2003.
- Яскевич Я.С. Философия в вопросах и ответах: учебное пособие. Мн.: Новое знание, 2003.
- Яскевич Я.С. Становление идеологии белорусского государства и национальная идея: традиции и новации: учебно-методическое пособие. Мн.: РИВШ,2004.
- Яскевич Я.С. и др. Логика. Учебник для вузов. Под общей ред. В.Ф. Беркова. 7-е, 8-е, 9-е, 10-е изд. Мн.: ТетраСистемс, 2004, 2006, 2007, 2010, 2014.
- Яскевич Я.С. и др. Основы идеологии белорусского государства. Учебное пособие (с грифом Мин-ва образ. РБ.) Мн.: РИВШ, 2004.
- Яскевич Я.С. и др. Философия. Философия в исторической динамике культуры. Часть 1. Учебное пособие для студентов вузов (в соавторстве). Мн., РИВШ, 2004.
- Яскевич Я.С. и др. Философия. Философия бытия, человека, общества Часть 2. Учебное пособие для студентов вузов. Мн., РИВШ, 2005.
- Яскевич Я.С. Социальная философия: антиномии человеческого бытия: учеб. пособие для студентов высших учебных заведений. Мн.: РИВШ, 2005.
- Яскевич Я.С. и др. Идеология белорусского государства и молодежная политика: стратегические приоритеты и ценности. Мн.: БГЭУ.
- Яскевич Я.С. и др. Методологические проблемы истории: учебное пособие (с грифом Мин-ва образ. РБ ). Мн.: ТетраСистемс, 2006.
- Яскевич Я.С. и др. Философия: учебное пособие (с грифом Мин-ва образ. РБ). Под. общ ред. Яскевич Я.С. Мн.: РИВШ, 2006.
- Яскевич Я.С. и др. Основы философии: учебное пособие (с грифом Мин-ва образ. РБ). Мн.: Вышэйшая школа, 2006.
- Яскевич Я.С. и др. Этика: учебное пособие (с грифом Мин-ва обр. РБ). Мн.: Новое знание, 2006, 2008, 2010.
- Яскевич Я.С. и др. Философия. Учебное пособие (с грифом Мин-ва образ. РБ). Под общ ред. Яскевич Я.С. Мн.: РИВШ, 2007, 2-е издание.
- Яскевич Я.С. и др. Биоэтика: междисциплинарные стратегии и приоритеты. Учебное пособие. Под общ. ред. Я.С.  Яскевич. Мн.: БГЭУ, 2007.
- Яскевич Я.С. Философия и методология науки. Учебное пособие. Мн., Вышэйшая школа, 2007.
- Яскевич Я.С. Методология и этика в современной науке: поиск открытой рациональности. Учебное пособие. Мн.: БГЭУ, 2007.
- Яскевич Я.С. Биомедицинская этика: словарь-справочник. Учебное пособие. (в соавторстве). Мн.: БГЭУ, 2007.
- Яскевич Я.С. и др. Логика и риторика. Хрестоматия (с грифом Мин-ва образ. РБ). Мн.: ТетраСистемс, 2007.
- Яскевич Я.С. и др. Воспитание гражданственности и патриотизма студенческой молодежи: национальная культура и духовные ценности в глобазизирующемся мире. Мн.: БГЭУ, 2008.
- Яскевич Я.С. и др. Философия. Учебное пособие (с грифом Мин-ва образ. РБ). Под. общ ред. Яскевич Я.С.-Мн.: РИВШ, 2008.(3-е издание).
- Яскевич Я.С. и др. Межрелигиозные и межкультурные коммуникации в глобализирующемся мире. Волгоград: ВГУ, 2008.
- Яскевич Я.С. и др. Философия и методология науки. Учебное пособие. (с грифом Мин-ва образ. РБ). Мн.: БГЭУ.
- Яскевич Я.С. Основы биоэтики. Учебное пособие (с грифом Мин-ва образ. РБ). Мн.: Вышэйшая школа, 2009.
- Яскевич Я.С. Основы философии. Учебное пособие (с грифом Мин-ва образ. РБ). Мн.: Вышэйшая школа, 2009, 2011, 2013, 2016.
- Яскевич Я.С. Философия и методология науки. Учебное пособие (с грифом Мин-ва образ. РБ) (в соавторстве). Мн.: БГЭУ, 2009.
- Яскевич Я.С. Время кризиса – время надежды и диалога. Монография. Мн.: Право и экономика, 2009, 2011.
- Яскевич Я.С. Политический риск и психология власти. Монография. Минск: Право и экономика, 2011, 2013.
- Яскевич Я.С. и др. Биомедицинская этика. Практикум. Учебное пособие для студентов высших учебных заведений по мед. и биол.специальностям (гриф Мин-ва образ. РБ) Под ред. С.Д. Денисова, Я.С. Яскевич. Минск: БГМУ, 2011.
- Яскевич Я.С. и др. Философия. Учебное пособие (с грифом Мин-ва образ. РБ) (в соавторстве). Под. общ ред. * Яскевич Я.С. Мн.: Вышэйшая школа, 2012.
- Яскевич Я.С. Обществоведение: экспресс-тренинг для подготовки к централизованному тестированию. Учеб. пособие. Минск: ТетраСистемс, 2012.
- Яскевич Я.С. и др. Современная политическая наука: нравственные регулятивы. Монография. Под науч. ред. Я.С. Яскевич, К.А. Войташчика. Минск: Право и экономика, 2012.
- Яскевич Я.С. Обществоведение. Учебное пособие. Полный курс подготовки к тестированию и экзамену. Минск: ТетраСистемс, 2012, 2014, 2016.
- Яскевич Я.С. Переговорный процесс во внешнеэкономической деятельности: искусство и психология ведения: курс лекций и практикум. Уч.пособие. Минск: Тетралит, 2013.
- Яскевич Я. С. Философия и наука: время диалога, ответственности и надежды: изб. труды. Монография. Минск: Право и экономика, 2014.
- Яскевич Я.С. Переговорный процесс в социально-экономической деятельности: учеб. пособие (с грифом Мин-ва образ. РБ.). Минск: Вышэйшая школа, 2014.
- Яскевич Я.С. Политическая культура и молодежная политика: национальные особенности и стратегии консолидации белорусского общества. Мн.; БГЭУ.
- Яскевич Я.С. и др. Логико-философские и этические основания современной науки. Монография. Под науч. ред. Я.С. Яскевич, Минск: РИВШ, 2016.
- Яскевич, Я.С. Социальная коммуникация как наука и специальность: становление, динамика, статус / Я.C. Яскевич // Философия и социальные науки. – 2016, №3 –С.38– 44.[5]"